# Гревиллиус, Нильс
Нильс Гревиллиус (нем. Nils Grevillius; 7 марта 1893, Стокгольм — 15 августа 1970, Мариефред) — шведский дирижёр.
Дебютировал в девятилетнем возрасте как скрипач. По окончании Стокгольмской Королевской школы музыки играл в стокгольмском Оркестре концертного общества, затем в 1911—1914 годах был концертмейстером (первой скрипкой) Королевской придворной капеллы (то есть, собственно, оркестра Стокгольмской королевской оперы), после чего вернулся в Оркестр концертного общества как второй дирижёр и занимал этот пост до 1920 г. В 1922 г. работал со Шведским балетом во время его парижского гастрольного сезона. В 1927—1939 гг. музыкальный руководитель Стокгольмской оперы, одновременно возглавлял оркестр Шведского радио.
Гревиллиус оставил ряд записей, преимущественно в содружестве с ведущими шведскими певцами своего времени — Юсси Бьёрлингом, Биргит Нильссон и др.